# Air Lituanica

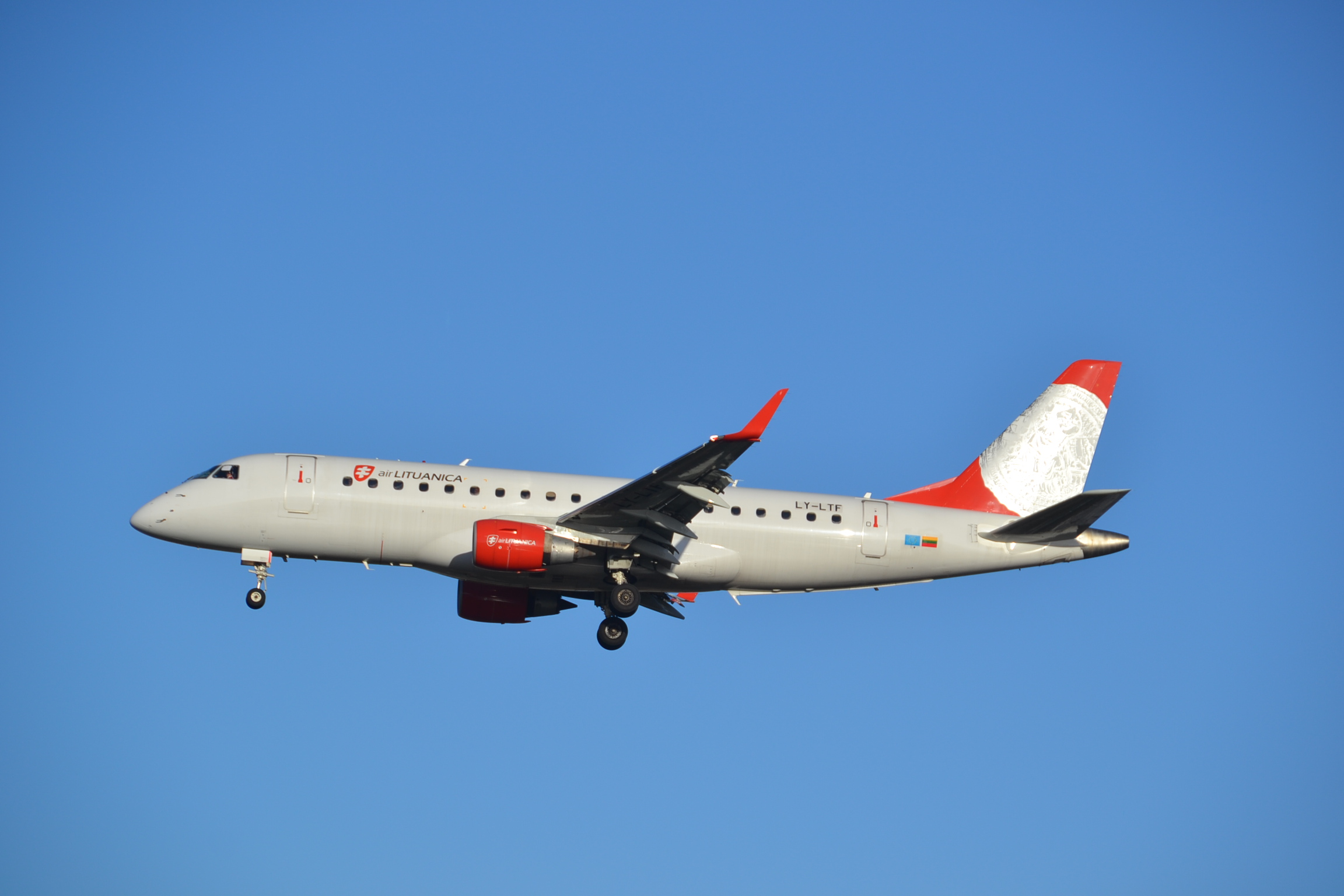
Embraer 175 Air Lituanica

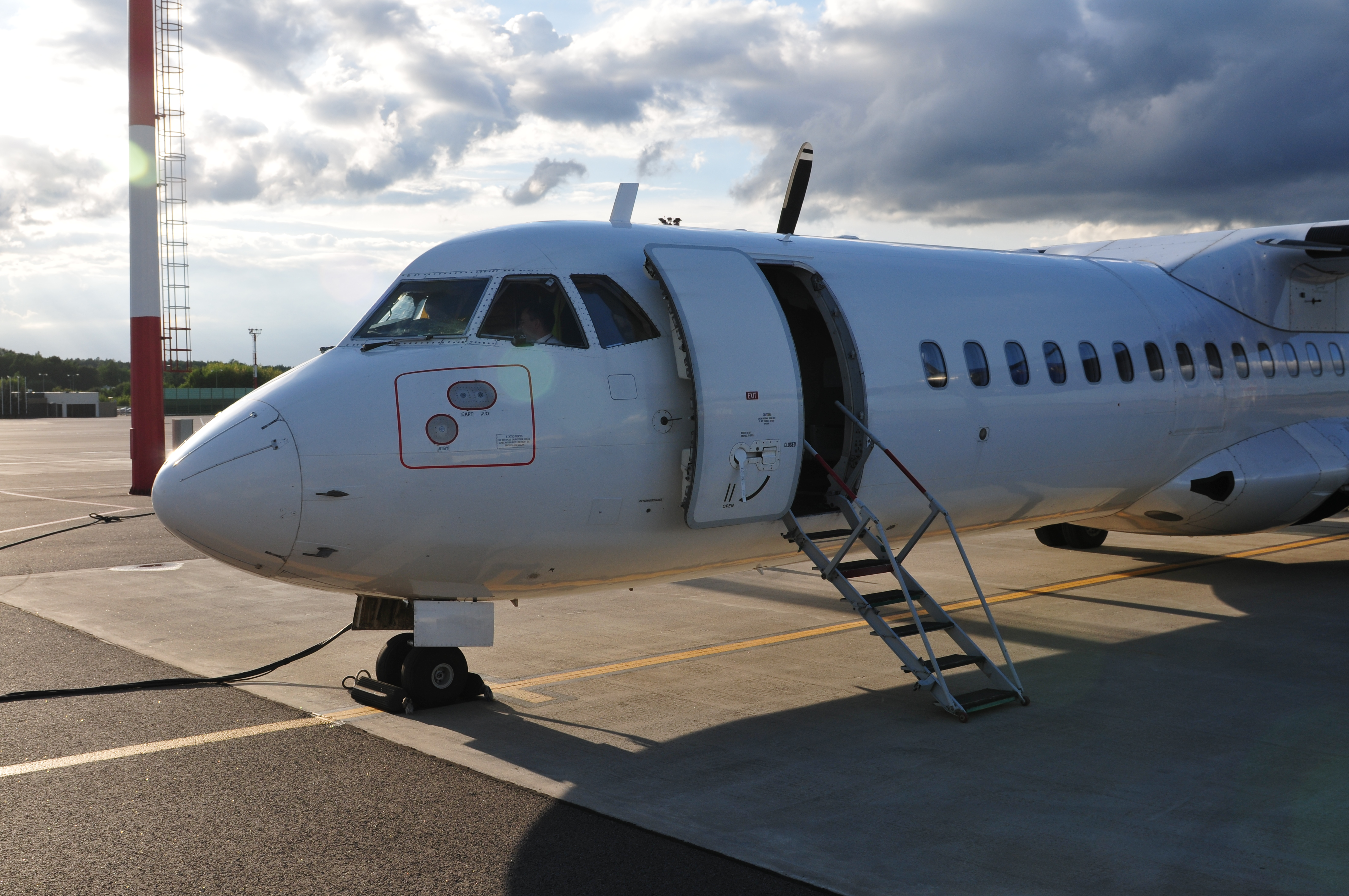
ATR 72 Air Lituanica

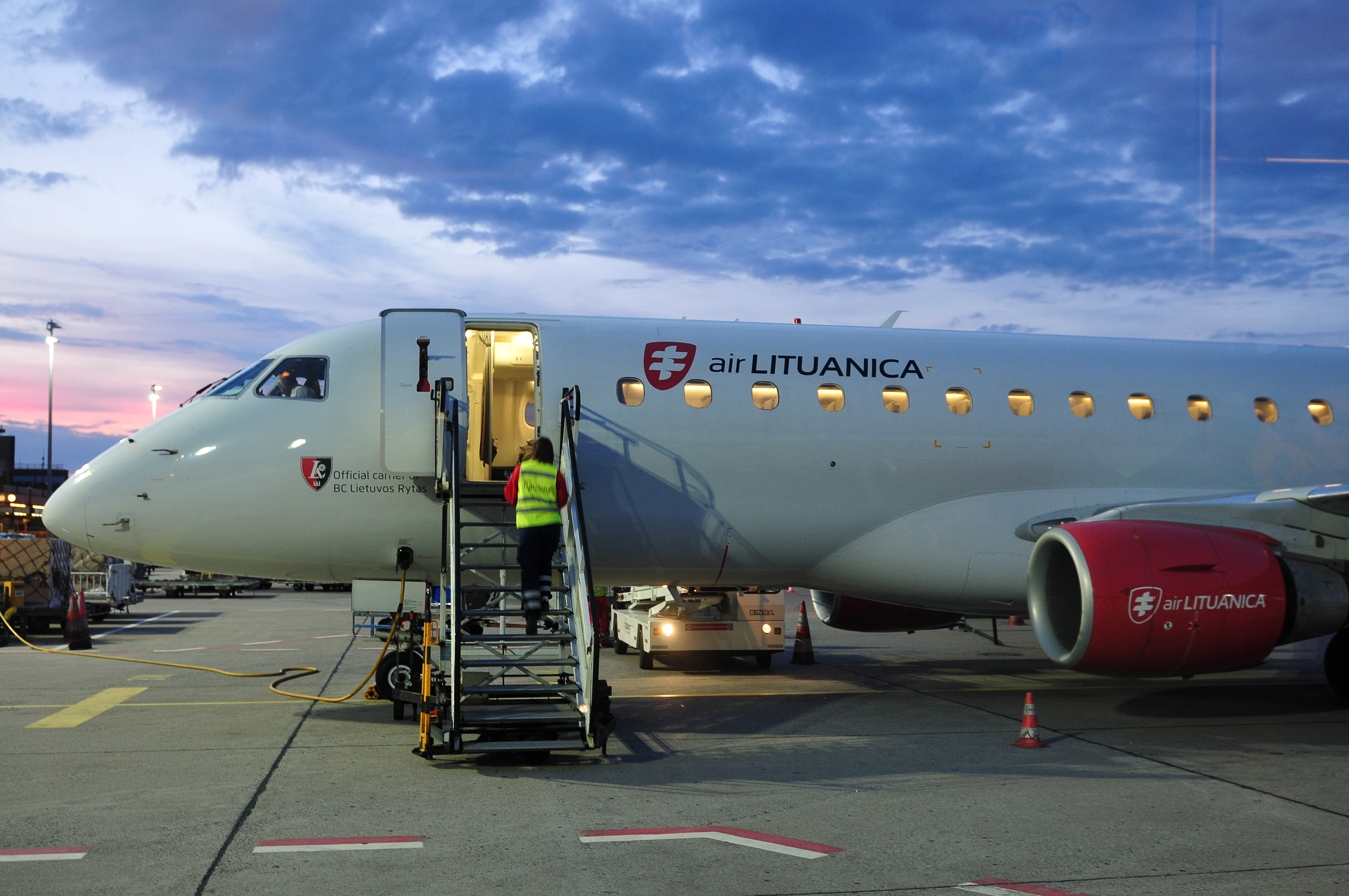
Embraer 175 Air Lituanica

Air Lituanica — закрита литовська авіакомпанія зі штаб-квартирою у Вільнюсі.

## Історія
Авіакомпанія була представлена 1 травня 2013. Перевізник названий на честь Літуаніки — літака, на якому американські льотчики литовського походження Стяпонас Дарюс і Стасіс Гиренас в 1933 році намагалися встановити рекорд дальності польоту.
Перший рейс був виконаний 30 червня 2013 року з аеропорту Вільнюса в Брюссель.
29 червня 2014 року були перевезені перші 100 000 пасажирів. За рік авіакомпанія налітала приблизно 2,5 мільйона кілометрів. Так само за період було випито 6 тис. чашок кави і з'їдено 600 кг солодощів.
22 травня 2015 року авіакомпанія оголосила про припинення виконання польотів і загалом своєї діяльності.

## Пункти призначення
Станом на квітень 2014 авіакомпанія виконувала регулярні рейси з аеропорту Вільнюса в такі міста:
- Бельгія: Брюссель
- Німеччина: Берлін, Мюнхен
- Нідерланди: Амстердам
- Чехія: Прага
- Данія: Біллунн
- Естонія: Таллін
- Франція: Париж
- Швеція: Гетеборг-Ландветтер, Мальме, Стокгольм-Бромма

## Флот

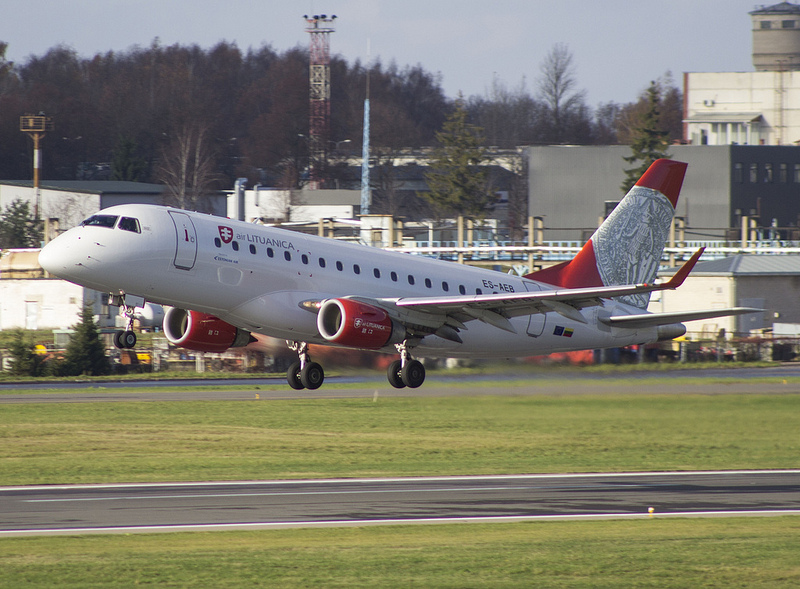
Embraer 175 в аеропорту Вільнюса

| Літак              | В експлуатації | Замовлено | Пасажири | Примітки                          |
| ------------------ | -------------- | --------- | -------- | --------------------------------- |
| Embraer 175        | 1              | 0         | 86       | LY-LTF Орендований у ECC Leasing  |
| Bombardier CRJ-200 | 1              | 0         | 50       | OY-RJC Орендований у Cimber       |
| Embraer 145        | 1              | 0         | 50       | G-EMBJ Орендований у BMI Regional |
| Всього             | 3              | 0         |          |                                   |